# Cratere Mansart
Mansart  è un cratere sulla superficie di Mercurio.